# Desmodiastrum
Genre
Desmodiastrum est un genre de plantes à fleurs dicotylédones de la famille des Fabaceae, sous-famille des Faboideae, originaire du sous-continent indien et d'Asie du Sud-Est, qui comprend trois espèces acceptées.
Certains auteurs classent ces espèces dans le genre Alysicarpus.

## Liste d'espèces
Selon The Plant List (6 novembre 2018) :
- Desmodiastrum belgaumense (Wight) A.Pramanik & Thoth.
- Desmodiastrum parviflorum (Dalzell) H. Ohashi
- Desmodiastrum racemosum (Benth.) A.Pramanik & Thoth.